# Euryaptus
Euryaptus is een geslacht van kevers uit de familie van de loopkevers (Carabidae). De wetenschappelijke naam van het geslacht is voor het eerst geldig gepubliceerd in 1892 door Bates.

## Soorten
Het geslacht Euryaptus omvat de volgende soorten:
- Euryaptus assamensis Bates, 1892
- Euryaptus basirugatus Debault, Lassalle & Roux, 2008
- Euryaptus kankompezanum Morvan, 1992
- Euryaptus kirschenhoferi Straneo, 1983
- Euryaptus nigellus Bates, 1892
- Euryaptus rufipes Bates, 1892